# Xiaocha (sockenhuvudort i Kina, Ningxia Huizu Zizhiqu, lat 36,15, long 106,76)
Xiaocha är en sockenhuvudort i Kina. Den ligger i den autonoma regionen Ningxia, i den nordvästra delen av landet, omkring 260 kilometer söder om regionhuvudstaden Yinchuan. Antalet invånare är 4 317. Befolkningen består av 2 124 kvinnor och 2 193 män. Barn under 15 år utgör 22,0 %, vuxna 15-64 år 67 %, och äldre över 65 år 10,0 %.
Runt Xiaocha är det ganska tätbefolkat, med 96 invånare per kvadratkilometer. Närmaste större samhälle är Beiwa, 13,6 km väster om Xiaocha. Trakten runt Xiaocha består i huvudsak av gräsmarker.
Genomsnittlig årsnederbörd är 648 millimeter. Den regnigaste månaden är september, med i genomsnitt 151 mm nederbörd, och den torraste är december, med 1 mm nederbörd.